# Diana López (artista)
Diana López (Filadelfia, Estados Unidos, 24 de agosto de 1968) es una artista visual y promotora cultural venezolana.  Su propuesta se posicionó en la década de los noventa, con una práctica que se centró en la participación e intercambio con otras personas en el desarrollo de la obra plástica. En 1994 se convierte en la primera mujer en recibir el Premio Eugenio Mendoza. Su obra oscila entre la fotografía, el vídeo, la performance y la instalación. López fue directora de cultura del municipio Chacao durante siete años. Estando allí impulsó la creación del Teatro de Chacao y la Biblioteca Los Palos Grandes en Caracas. Es la directora del Archivo Fotografía Urbana en Caracas.

## Biografía
En 1987 López comenzó sus estudios artísticos en el Instituto de Arte Federico Brandt en Caracas. En 1994 obtiene una maestría en Bellas Artes del San Francisco Art Institute, en donde estudió con los artistas Tony Labat y Doug Hall y la escritora Kathy Acker.    
En 1995 López obtiene una beca de la Fundación CALARA para participar en el PS1 International Studio Program, afiliado al Museo de Arte Moderno (MoMa) de Nueva York y allí desarrolla el proyecto fotográfico El ojo de...
Consciente del entorno local, López convierte el objeto cotidiano en un objeto de arte, tal es el caso de Muchacha, obra ganadora de la VII Edición del Premio Eugenio Mendoza en 1994. En 1996 presenta la exposición individual Esto no es un martillo en la Sala Mendoza de Caracas, con el proyecto fotográfico El ojo de…
En 1997 fue cofundadora junto a la arquitecto, Carolina Tinoco del «Espacio Local» en Caracas, en donde se promovían artistas emergentes del momento. En el mismo año es invitada a participar en La invención de la continuidad curada por Ariel Jiménez y Luis Pérez Oramas en La Galería de Arte Nacional (GAN). Durante esta década su obra es incluida en diversas exposiciones en Venezuela, Estados Unidos y Canadá. En 2005 su tapiz ¨Desaparecida¨ es presentado en la exposición colectiva Jump Cuts de la Colección Mercantil en el Americas Society de Nueva York. Esta exposición fue la mayor exposición de arte contemporáneo venezolano en la ciudad norteamericana en las últimas décadas.
En 2007 participa en ID performance  con la obra A que le tienes miedo? en colaboración con el grupo de danza Tránsito en Caracas. Posteriormente  con el mismo grupo presenta  Pintura de acción en dos tiempos en Periférico Caracas en Los Galpones. En dicho performance López incluyó a motorizados con sus respectivos vehículos y tres bailarines con movilidad reducida en sillas de ruedas, y contó con una yuxtaposición de registros: video; pintura y dibujo.
Entre 2006 y 2013, se hace cargo de la dirección de cultura del Municipio Chacao de Caracas. Estando allí impulsó la creación de eventos y espacios recreacionales con el objetivo de fortalecer la identidad local y el sentido de pertenencia caraqueño. Algunos de estos proyectos fueron el Festival Por el medio de la calle (2006 - 2013), el Festival de la Lectura y el Paseo Los Palos Grandes. Su principal aporte fue liderar  la construcción de infraestructura cultural pública para el municipio, la Biblioteca de Los Palos Grandes (2009) y el Teatro de Chacao (2011).
En 2014 pública el libro Claves Urbanas en donde López hace un compendio de su paso por la fundación Cultura de Chacao y detalla la realidad urbana caraqueña y los retos que ofrece para su entorno, desde el punto de vista de la cultura, la memoria y la sustentabilidad.

## Exposiciones
La obra de Diana López ha sido expuesta individual y colectivamente en prestigiosas instituciones de América Latina, Estados Unidos, Canadá y Australia tales como el MoMa PS1, Anthology Film Archives de Nueva York, la Galería Diego Rivera, New Langton Arts de San Francisco, Track 16 de Los Ángeles, Art Metropole, el Museo Alejandro Otero, la Galería de Arte Nacional, la Sala Mendoza, el Museo Jesús Soto de Ciudad Bolívar, el MACZUL de Maracaibo, el Museo de Arte de Lima, el MAC de Panamá, y el Centro de Fotografía Contemporánea de Melbourne.
Su trabajo está documentado en catálogos, diccionarios, vídeos, tesis doctorales y volúmenes académicos.

## Publicaciones
- Claves Urbanas, 2014
- Arte tras las Rejas, con Carlos Javier Arencibia, 2018[22]

## Curaduría
- XII Edición Premio Eugenio Mendoza, 2013[23]

## Reconocimientos
- Premio Eugenio Mendoza, 1994
- Premios Aica, 2014[24]